# São Sebastião (Ponta Delgada)
São Sebastião es una freguesia portuguesa perteneciente al municipio de Ponta Delgada, situado en la Isla de São Miguel, Región Autónoma de Azores. Posee un área de 3,20 km² y una población total de 4 309 habitantes (2001). La densidad poblacional asciende a 1 346,6 hab/km². Se encuentra a una latitud de 37ºN y una longitud 25ºO. La freguesia se encuentra a 1 m s. n. m. Hasta el 20 de junio de 2003, su designación oficial era Matriz.
- Datos: Q2198243
- Multimedia: São Sebastião (Ponta Delgada) / Q2198243

1. ↑  Worldpostalcodes.org,código postal n.º 9500-055.